# المثلث الأحمر (الرمز الفلسطيني)
أثناء حرب غزة، استخدم المتظاهرون المؤيدون للفلسطينيين مثلثًا أحمر مقلوبًا. المثلث الأحمر في العلم الفلسطيني يمثل الدور الذي لعبه الهاشميون في الثورة العربية. وفي الآونة الأخيرة، استخدمت لقطات القتال التي نشرتها حماس مثلثًا أحمر مقلوبًا كسهم للإشارة إلى الأهداف العسكرية الإسرائيلية، مثل الدبابات، قبل أن يتم ضربها مباشرة. وقد انتشر استخدام المثلث في الاحتجاجات الدولية المتعلقة بالحرب، حيث استخدم بعض المتظاهرين المناهضين لإسرائيل هذا الرمز.

## الأصول التاريخية

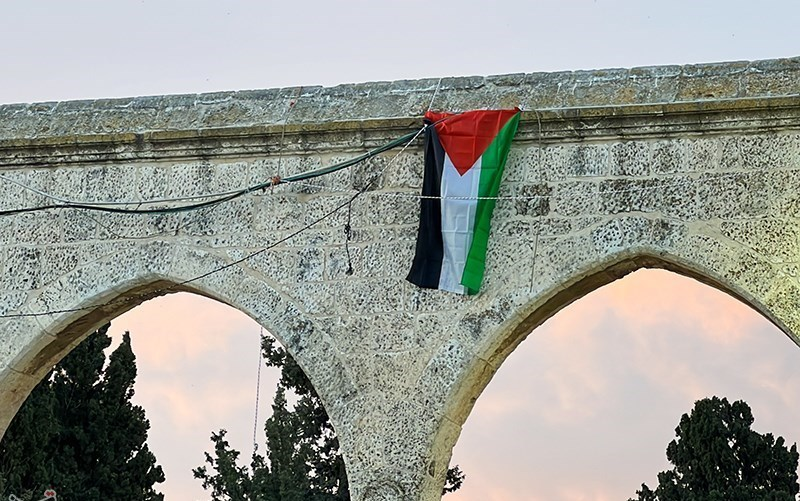
العلم الفلسطيني ذو المثلث الأحمر معلق على المسجد الأقصى خلال احتجاجات عام 2022.

يظهر المثلث الأحمر في علم الثورة العربية عام 1917، حيث يرمز اللون الأحمر إلى الاستقلال والوحدة العربية. ويظهر المثلث الأحمر أيضًا في العلم الفلسطيني، الذي استُخدم خلال الثورة العربية في فلسطين في الفترة من 1936 إلى 1939 ضد الحكم البريطاني والهجرة اليهودية. في صورة التقطت عام 1938، يظهر الثوار الفلسطينيين وهم يلوحون بعلم أسود وأبيض وأخضر مع مثلث أحمر، مع صليب وهلال، يرمزان إلى الوحدة بين الأديان، داخل المثلث.
على الرغم من الشهادات التاريخية القديمة، افترض البعض أن الرمز نشأ من شارات معسكرات الاعتقال النازية. ومع ذلك، استخدم النازيون المثلث الأحمر المقلوب لتحديد السجناء ذوي الآراء السياسية المعارضة للنازية، وليس بالضرورة السجناء اليهود.

## استخدم منذ عام 2023
بدأت كتائب القسام، الجناح العسكري لحركة حماس، باستخدام مثلث أحمر لتحديد الأهداف الإسرائيلية في مقاطع الفيديو الدعائية منذ نوفمبر/تشرين الثاني 2023، مع بداية حرب غزة.
ومنذ ذلك الحين، ظهر المثلث الأحمر في اللافتات والكتابات الجدارية التي صنعها أنصار فلسطين في ألمانيا، وكندا، والولايات المتحدة، وأستراليا وأماكن أخرى. وقد تم رسمها أحيانًا على المنازل الخاصة أو الشركات التي يستهدفها المتظاهرون، مثل مبنى الشقق الذي يسكنه كبير مسؤولي العمليات في جامعة كولومبيا، أو مخبز يهودي شهير في سيدني.
وقد تم استخدام رمز المثلث الأحمر (🔻) على نطاق واسع من قبل المؤيدين الفلسطينيين على وسائل التواصل الاجتماعي. في أكتوبر 2024، أفيد أن شركة ميتا قررت البدء في إزالة المنشورات التي تستخدم الرمز في سياق الصراع الإسرائيلي الفلسطيني.
في يوليو 2024، صوت مجلس الشيوخ في برلين على حظر الرمز بعد اقتراح عاجل قدمه الاتحاد الديمقراطي المسيحي والحزب الديمقراطي الاجتماعي. حذر نيكلاس شريدر، أحد أعضاء حزب اليسار، من أن حظر الرمز قد يؤدي بشكل غير مقصود إلى حظر منظمات أخرى. تعرض جمعية المضطهدين من قبل النظام النازي المثلث الموجود على علمها مصحوبًا بخطوط السجناء، وهو التصميم الذي شوهد أيضًا في المظاهرات المؤيدة لإسرائيل.